# Ângulo
Ângulo là một đô thị thuộc bang Paraná, Brasil. Đô thị này có diện tích 106,021 km², dân số năm 2007 là 2890 người, mật độ 29,9 người/km².